# Papatya
Papatya (türkisch für „Kamille“) ist eine 1986 in Berlin gegründete anonyme Krisen- und Übergangseinrichtung für junge Migrantinnen bei Problemen mit familiärer Gewalt und Zwangsehe.

## Ziele und Tätigkeiten
Papatya ist eine stationäre Kriseneinrichtung mit geheimer Adresse, die Mädchen und jungen Frauen mit Migrationshintergrund im Alter von 13 bis 21 Jahren eine Zuflucht bietet, wenn sie vor Gewalt in der Familie, Zwangsverheiratung oder einem drohenden Ehrenmord fliehen müssen. Seit der Gründung im Jahr 1986 betreut Papatya pro Jahr etwa 60 Fälle.
Beratung ist in türkischer, kurdischer, englischer, französischer, niederländischer und deutscher Sprache möglich.
Über die Beratungs- und Hilfsangebote hinaus bietet Papatya Vorträge und Fortbildungen an, insbesondere zu den Themen Zwangsverheiratung, Gewalt im Namen der Ehre, interkultureller Onlineberatung und Schutz junger Migrantinnen vor familiärer Gewalt.
Die Einrichtung betreibt außerdem die Internetplattform „SIBEL“, die vom Bundesministerium für Familie, Senioren, Frauen und Jugend gefördert wird.
Papatya war lange Zeit die einzige auf junge Migrantinnen spezialisierte Krisenzuflucht in Deutschland und hat nach wie vor eine „überregionale Bedeutung“.
Die Organisation ist deutschland- und europaweit vernetzt und war u. a. am Daphne-Projekt der EU-Kommission von 1997 bis 2001 mit dem Schwerpunkt „Schutz für Mädchen und junge Frauen aus dem islamischen Kulturkreis vor familiärer Gewalt“ beteiligt. Weiterhin war sie im Europäischen Aktionsprogramm gegen Armut und Ausgrenzung zu „Gewalt im Namen der Ehre in patriarchalen Familien“ aktiv.
Die Einrichtung hat am Integrationsgipfel der Bundesregierung teilgenommen und an der Handreichung des Bundesministeriums für Familie, Senioren, Frauen und Jugend zu Zwangsverheiratung mitgewirkt.
2002 wurde die Einrichtung wegen der „langjährigen, engagierten und couragierten Arbeit mit von familiärer Gewalt betroffenen Mädchen und jungen Frauen“ mit dem „Berliner Präventionspreis“ der Landeskommission „Berlin gegen Gewalt“ ausgezeichnet.

## Träger
Träger ist der 1983 gegründete «Türkisch-Deutsche Frauenverein e.V.». Er ist seit seiner Gründung Mitglied im Diakonischen Werk Berlin-Brandenburg, ist Träger der Jugendhilfe und arbeitet gemeinnützig. Der Vereinssitz ist in Berlin. Die stationäre Kriseneinrichtung Papatya wird vor allem durch Zuwendung der Senatsverwaltung für Bildung, Wissenschaft und Forschung Berlin finanziert.